# Spettroscopia XANES
La spettroscopia XANES (dall'inglese X-ray absorption near edge structure) è un tipo di spettroscopia XAS. Lo spettro XAS infatti viene convenzionalmente diviso nella regione XANES (X-ray Absorption Near Edge Structure), da prima della soglia a circa 50 eV dopo la soglia, e nella regione EXAFS (Extended X-ray Absorption Fine Structure), che si estende fino alla fine dello spettro.

## Storia
Negli anni sessanta la ricerca si era focalizzata sugli spettri di assorbimento X degli atomi. In questi spettri sotto l'energia di ionizzazione del livello di core appaiono stati di Rydberg legati, e sopra l'energia del potenziale di ionizzazione appaiono picchi di assorbimento dovuti a eccitazioni doppie.
L'origine fisica delle strutture negli spettri di assorbimento dei raggi X nella materia condensata nella regione delle basse energie vicino alla soglia di assorbimento da livelli interni atomici, fu oggetto di studio negli anni settanta usando i primi laboratori di radiazione di sincrotrone: in Europa presso gli elettrosincrotroni di Frascati e Amburgo, e in USA presso gli anelli di accumulazione di Madison nel Wisconsin, e SSRL a Stanford. L'acceso dibattito era tra diverse ipotesi in competizione per gli stati finali:
1. Eccitoni di core;
2. Densità degli stati non occupati della banda di conduzione;
3. Orbitali molecolari vuoti (dette strutture di Kossel);
4. Stati atomici di alta energia;
5. Eccitazioni doppie;
6. Oscillazioni EXAFS;
7. Risonanze di forma o risonanze di scattering multiplo.[2]

L'acronimo XANES fu inventato nel 1980 da Antonio Bianconi  per indicare gli spettri di assorbimento dei raggi X ove gli stati finali sono descritti da risonanze di scattering multiplo. Infatti i risultati sperimentali ottenuti presso lo Stanford Synchrotron Radiation Laboratory (SSRL) chiaramente validavano l'ipotesi che gli stati finali nel continuo nella regione 5-100 eV sopra la soglia erano "inner well resonances" descritte dalla teoria dello scattering multiplo e gli stati finali alla soglia erano "eccitoni di core" negli isolanti e stati all'energia di Fermi nei metalli.
Nel 1982 è stato pubblicato il primo articolo sull'applicazione di questa tecnica per la determinazione della struttura locale in sistemi metallo-organici complessi.
Recentemente la comunità scientifica ha raggiunto un accordo sull'interpretazione degli spettri XANES basata sul metodo teorico per descrivere lo stato finale detto "full multiple scattering" in accordo con la proposta di Bianconi del 1980..

## Differenze tra XANES e EXAFS
Anche se la divisione tra XANES e EXAFS non poggia su ferme basi teoriche, con le due tecniche si possono investigare aspetti differenti.
|                    | XANES                                                                                       | EXAFS                                      |
| informazioni       | geometria stato di ossidazione                                                              | numeri di coordinazione distanze disordine |
| processi coinvolti | transizioni in risonanza processi a molti corpi (multielettronici e di diffusione multipla) | diffusione singola, doppia o tripla        |
| modellizzazione    | molto complessa, adatta a sistemi semplici poche approssimazioni possibili                  | efficace molte approssimazioni possibili   |
| analisi            | semplice se qualitativa complessa se quantitativa                                           | moderatamente complessa                    |
| limite sondabile   | oltre 1 nm intorno all'assorbitore                                                          | tipicamente meno di 0,6 nm                 |